# Campionati mondiali di pattinaggio di velocità su distanza singola 2025 - Mass start femminile
L'evento della partenza in linea femminile dei campionati mondiali di pattinaggio di velocità su distanza singola 2025 si è svolto il 16 marzo 2025 al Vikingskipet di Hamar, in Norvegia.

## Risultati
| Pos | Atleta                 | Nazione       | Punti | Tempo   |
| --- | ---------------------- | ------------- | ----- | ------- |
| 1   | Marijke Groenewoud     | Paesi Bassi   | 60    | 8:23.17 |
| 2   | Ivanie Blondin         | Canada        | 40    | 8:23.37 |
| 3   | Francesca Lollobrigida | Italia        | 20    | 8:23.58 |
| 4   | Yang Binyu             | Cina          | 10    | 8:23.97 |
| 5   | Mia Manganello         | Stati Uniti   | 6     | 8:24.14 |
| 6   | Kaitlyn McGregor       | Svizzera      | 4     | 8:35.96 |
| 7   | Ayano Sato             | Giappone      | 3     | 8:24.16 |
| 8   | Valerie Maltais        | Canada        | 3     | 8:24.99 |
| 9   | Jin Wenjin             | Cina          | 3     | 8:32.80 |
| 10  | Fran Vanhoutte         | Belgio        | 3     | 8:41.36 |
| 11  | Ramona Härdi           | Svizzera      | 2     | 8:30.00 |
| 12  | Michelle Uhrig         | Germania      | 2     | 8:53.82 |
| 13  | Natalia Jabrzyk        | Polonia       | 1     | 8:32.14 |
| 14  | Park Ji-woo            | Corea del Sud |       | 8:24.94 |
| 15  | Greta Myers            | Stati Uniti   |       | 8:27.30 |
| 16  | Momoka Horikawa        | Giappone      |       | 8:27.52 |
| 17  | Elise Dul              | Paesi Bassi   |       | 8:28.28 |
| 18  | Sandrine Tas           | Belgio        |       | 8:28.28 |
| 19  | Aurora Grinden Løvås   | Norvegia      |       | 8:28.78 |
| 20  | Josine Hofmann         | Germania      |       | 8:31.62 |
| 21  | Zuzana Kuršová         | Rep. Ceca     |       | 8:32.78 |
| 22  | Alice Marletti         | Italia        |       | 8:33.03 |
| 23  | Violette Braun         | Francia       |       | 7:59.65 |
| 24  | Olga Piotrowska        | Polonia       |       | 7:55.38 |